# Кефаль-ліза
Кефаль-ліза (Liza) — найбільший рід із 17 відомих родів з родини Кефалевих. Рід містить 24 види. Назва роду походить від назви кефалі Mugil liza Valenciennes, 1836.

## Види[4]
- Liza abu
- Liza parmata
- Liza alata
- Liza affinis
- Liza argentea
- Liza aurata — Сингіль
- Liza parsia
- Liza haematocheilus — Піленгас
- Liza subviridis
- Liza dumerili
- Liza mandapamensis
- Liza carinata
- Liza klunzingeri
- Liza macrolepis
- Liza grandisquamis
- Liza saliens — Гостроніс
- Liza melinoptera
- Liza persicus
- Liza ramsayi
- Liza luciae
- Liza falcipinnis
- Liza richardsonii
- Liza vaigiensis
- Liza tricuspidens
- Liza tade
- Liza ramada — Кефаль-головач